# Port lotniczy Mińsk
Port lotniczy Mińsk, oficjalnie Narodowy port lotniczy Mińsk (biał. Нацыянальны аэрапорт Мінск, trb. Nacyjanalny aeroport Minsk) – międzynarodowy port lotniczy położony 22 km na wschód od centrum Mińska. Największy port lotniczy na Białorusi i główny port przesiadkowy linii lotniczych Belavia. Formalna nazwa lotniska to Mińsk-2. Rozpoczęło działalność w 1982, zaś obecny budynek został otwarty 28 marca 1989. Port Mińsk-2 zastąpił dawne lotnisko Mińsk-1 położone na południu miasta.
9 sierpnia 2021 po locie Ryanair 4978, USA dodały do listy sankcyjnej dyrektora lotniska Wiaczesława Choroneko.

## Kierunki lotów i linie lotnicze
| Linia lotnicza        | Kierunek |
| --------------------- | --- |
| Aerofłot              | 1. Moskwa-Szeremietiewo |
| Air China             | 1. Pekin 2. Xi’an |
| Azerbaijan Airlines   | 1. Baku |
| Azimuth               | 1. Mineralne Wody |
| Belavia               | 1. Abu Zabi 2. Astana 3. Baku 4. Batumi 5. Delhi 6. Dubaj 7. Erywań 8. Jekaterynburg 9. Kazań 10. Królewiec 11. Kutaisi 12. Machaczkała (od 26 kwietnia 2024) 13. Moskwa-Domodiedowo 14. Moskwa-Szeremietiewo 15. Moskwa-Wnukowo 16. Murmańsk 17. Sankt Petersburg 18. Soczi 19. Stambuł 20. Taszkent 21. Tbilisi 22. Turkmenbaszy Sezonowe czartery: 1. Antalya 2. Bodrum 3. Dalaman 4. Doha 5. Hurghada 6. Izmir 7. Szarm el-Szejk |
| Ikar                  | 1. Niżny Nowogród 2. Perm |
| Mahan Air             | Sezonowo: 1. Teheran-Imam Khomeini |
| Pobeda                | 1. Sankt Petersburg |
| Red Wings Airlines    | 1. Samara 2. Ufa |
| Severstal Air Company | 1. Czerepowiec 2. Kaługa |
| Southwind Airlines    | 1. Stambuł |
| Turkmenistan Airlines | Sezonowo: 1. Aszchabad |
| UTair Aviation        | 1. Surgut (od 7 czerwca 2025) |
| Uzbekistan Airways    | 1. Taszkent |

## Dotarcie na lotnisko
Na lotnisko kursują autobusy czterech linii:
| Linia   | Środek transportu | Przewoźnik    | Trasa                                       | Liczba kursów w ciągu dnia |
| ------- | ----------------- | ------------- | ------------------------------------------- | -------------------------- |
| 300Э    | Autobus           | Minsktrans    | Dworzec Centralny - Lotnisko                | 23                         |
| 1400-TK | Autobus           | Van Line Ltd. | Dworzec Centralny - Uruczcza - Lotnisko     | 23                         |
| 1430-TK | Autobus           | Van Line Ltd. | Dworzec Centralny - Mahilouskaja - Lotnisko | 4                          |
| 173Э    | Autobus           | Minsktrans    | Osiedle Sokol - Lotnisko                    | 4 (w dni robocze)          |

Parkowanie samochodu kosztuje 1,5 białoruskiego rubla za godzinę lub 6 rubli za cały dzień.